# France Boutique
France Boutique je francouzský hraný film z roku 2003, který režírovala Tonie Marshall. Snímek měl světovou premiéru na filmovém festivalu Cinessonne dne 8. října 2003.

## Děj
France a Olivier Mestralovi jsou manželé deset let a společně založili teleshoppingovou společnost. Společnost se ale potýká s rentabilitou a pár se rozhodne najít finančního partnera.

## Obsazení
| Karin Viardová       | France            |
| François Cluzet      | Olivier           |
| Judith Godrèche      | Estelle           |
| Bernard Menez        | Marcus            |
| Micheline Presle     | Nicole            |
| Nathalie Baye        | Sofia             |
| Mikaël Chirinian     | Yvan              |
| Hélène Fillières     | Marine            |
| Julien Lucas         | Walter            |
| Jean-Yves Chatelais  | Frédéric          |
| Valérie Bonneton     | Norma             |
| Noémie Lvovsky       | Monique           |
| Vincent Lecœur       | Olivier           |
| Jean-Claude Frissung | profesor Berrier  |
| David Pujadas        | novinář           |
| Patrick Mercado      | Nono              |
| Cédric Delsaux       | hotelový poslíček |
| Denis Sebbah         | policista         |
| Élodie Frenck        | telefonistka      |
| Jean-Claude Donda    | herec             |